# Estany del Port Dret
De Estany del Port Dret is een klein bergmeer ten noordwesten van Arinsal in de Andorrese parochie La Massana. Het meertje ligt nabij de top van de Port Dret (2685 m), die op de grens met Frankrijk ligt, op een hoogte van 2634 meter.
De Estany del Port Dret wordt afgewaterd door de Riu del Port Dret, die verder zuidelijk uitmondt in de Riu del Bancal Vedeller.
Basses de l'Estany Negre · Basses del Ruf · Estany de les Truites · Estany del Port Dret · Estany Negre · Estanys de Montmantell · Estanys Forcats